# Verchovina

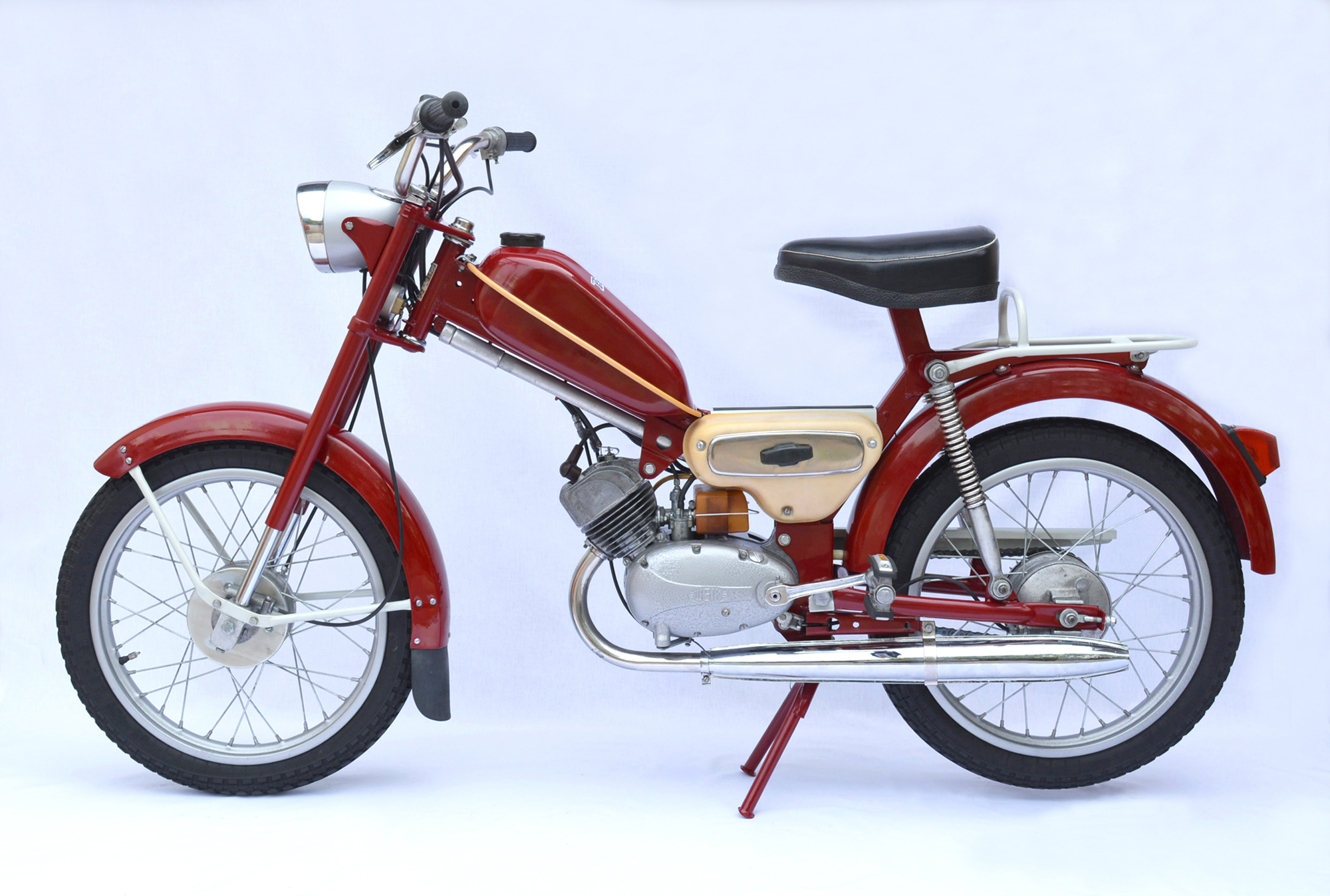
Moped “Verchovina-3”, 1972

Verchovina is een historisch merk van bromfietsen.
Verchovina was een fabriek in de Sovjet-Unie, gevestigd in Lvov (Oekraïne), die voor zover bekend alleen bromfietsen produceerde.